# Muraena melanotis
Muraena melanotis es una especie de pez de la familia de los morénidas en el orden de los Anguilliformes.

## Morfología
Los machos pueden llegar a alcanzar los 100 cm de longitud total.

## Distribución geográfica
Se encuentra desde Mauritania hasta Namibia, incluyendo Cabo Verde. También en el Atlántico occidental.